# Corte de Peleas
Corte de Peleas – gmina w Hiszpanii, w prowincji Badajoz, w Estramadurze, o powierzchni 42,32 km². W 2011 roku gmina liczyła 1334 mieszkańców.